# Merano Cup 2016
Merano Cup 2017 – międzynarodowy turniej seniorów w łyżwiarstwie figurowym w sezonie 2016/2017. Został rozegrany w dniach 10 - 13 listopada 2016 roku we włoskim Merano.
Wśród solistów triumfował reprezentant Szwajcarii Stéphane Walker, natomiast w rywalizacji solistek najlepsza okazała się reprezentantka gospodarzy Giada Russo. Wśród par sportowych triumfowali reprezentanci Korei Północnej Ryom Tae-ok i Kim Ju-sik.

## Wyniki

### Soliści
| Pozycja | Zawodnicy           | Punkty | SP | SP    | FS | FS     |
| ------- | ------------------- | ------ | -- | ----- | -- | ------ |
| 1       | Stéphane Walker     | 198.52 | 1  | 64.52 | 1  | 134.00 |
| 2       | Maurizio Zandron    | 189.79 | 3  | 63.87 | 2  | 125.92 |
| 3       | Graham Newberry     | 188.62 | 2  | 64.45 | 3  | 124.17 |
| 4       | Javier Raya         | 173.79 | 8  | 56.59 | 4  | 117.20 |
| 5       | Alessandro Fadini   | 166.06 | 5  | 57.93 | 5  | 108.13 |
| 6       | Nicola Todeschini   | 165.10 | 4  | 58.40 | 7  | 106.70 |
| 7       | Tsao Chih-i         | 158.47 | 13 | 50.38 | 6  | 108.09 |
| 8       | Mattia Dalla Torre  | 158.47 | 11 | 53.46 | 8  | 105.01 |
| 9       | Valtter Virtanen    | 157.93 | 7  | 56.61 | 9  | 101.32 |
| 10      | Simone Cervi        | 156.18 | 6  | 56.96 | 11 | 99.22  |
| 11      | Jari Kessler        | 154.30 | 10 | 55.08 | 10 | 99.22  |
| 12      | Dave Kötting        | 140.91 | 9  | 56.33 | 12 | 84.58  |
| 13      | Marco Zandron       | 120.72 | 14 | 46.24 | 13 | 74.48  |
| 14      | Marco Bozzuto       | 118.92 | 12 | 50.60 | 15 | 68.32  |
| 15      | Albert Muck         | 114.22 | 15 | 45.84 | 14 | 68.38  |
| 16      | Mario-Rafael Ionian | 103.91 | 17 | 41.43 | 16 | 62.48  |
| 17      | Johannes Maierhofer | 101.72 | 16 | 43.85 | 17 | 57.87  |

### Solistki
| Pozycja | Zawodnicy              | Punkty | SP | SP    | FS | FS     |
| ------- | ---------------------- | ------ | -- | ----- | -- | ------ |
| 1       | Giada Russo            | 152.15 | 1  | 51.94 | 1  | 100.21 |
| 2       | Choi Yu-jin            | 143.41 | 2  | 50.00 | 2  | 93.41  |
| 3       | Kristen Spours         | 134.49 | 5  | 45.15 | 3  | 89.34  |
| 4       | Natalie Klotz          | 123.07 | 6  | 42.78 | 4  | 80.29  |
| 5       | Lutricia Bock          | 122.43 | 3  | 47.40 | 7  | 75.03  |
| 6       | Elizaveta Ukolová      | 119.47 | 7  | 42.70 | 5  | 76.77  |
| 7       | Yasmine Kimiko Yamada  | 118.20 | 8  | 41.90 | 6  | 76.30  |
| 8       | Chiara Calderone       | 113.57 | 4  | 46.11 | 10 | 67.46  |
| 9       | Julia Sauter           | 110.76 | 10 | 36.98 | 8  | 73.78  |
| 10      | Léa Serna              | 105.87 | 13 | 32.28 | 9  | 73.59  |
| 11      | Alina Mayer-Virtanen   | 103.22 | 11 | 36.40 | 11 | 66.82  |
| 12      | Elettra Maria Olivotto | 99.57  | 9  | 38.15 | 12 | 61.42  |
| 13      | Belinda Schönberger    | 90.10  | 12 | 33.32 | 14 | 56.78  |
| 14      | Romana Kaiser          | 89.81  | 15 | 30.00 | 13 | 59.81  |
| 15      | Simona Gospodinova     | 82.45  | 16 | 29.47 | 15 | 52.98  |
| 16      | Zahra Lari             | 65.62  | 17 | 19.95 | 16 | 45.67  |
| DNF     | Morgan Flood           |        | 14 | 32.15 |    |        |
| DNS     | Anna Kniczenkowa       |        |    |       |    |        |

### Pary sportowe
| Pozycja | Zawodnicy                    | Punkty | SP | SP    | FS | FS     |
| ------- | ---------------------------- | ------ | -- | ----- | -- | ------ |
| 1       | Ryom Tae-ok / Kim Ju-sik     | 169.29 | 1  | 60.29 | 1  | 109.00 |
| DNS     | Çağla Demirsal / Berk Akalın |        |    |       |    |        |